# Аффирмативная психотерапия
Гей-аффирмативная психотерапия (англ. gay affirmative psychotherapy), поддерживающая психотерапия или «розовая» психотерапия — психотерапия, целью которой является оказание помощи гомосексуалам и бисексуалам по осознанию и принятию ими их сексуальной ориентации. Терапевт, работающий в рамках «розовой» психотерапии, должен не только этично относиться к ориентации пациента, но и иметь достаточные квалификации, чтобы, например, помочь клиенту справиться со стрессом меньшинств или внутренней гомофобией.